# Peter Fröhlich (Schauspieler)
Peter Fröhlich, eigentlich Peter Fritsch (* 29. August 1938 in Wiener Neustadt (nach anderer Quelle in Pitten); † 11. Juli 2016 in Altaussee), war ein österreichischer Schauspieler und Sänger.
Der Legende nach soll er 1964 durch seinen langjährigen Freund Franz Antel zu seinem Künstlernamen gekommen sein, da es zu dieser Zeit bereits einen Willy Fritsch und einen Thomas Fritsch gab. Antel habe ihn demnach kurzerhand in Peter Fröhlich „umgetauft“, da er immer „so ein fröhlicher Bursche“ gewesen sei.

## Leben

### Herkunft und Ausbildung
Der Sohn einer Mittelschullehrerin und eines Rechtsanwalts, aufgewachsen in Pitten in Niederösterreich, wollte schon früh Schauspieler werden. Nach eigener Angabe habe er dies bereits im Alter von vier Jahren im Pittener Ortskino festgestellt: „Ich sah mit meiner Mutter den Film ’Der weiße Traum‘ – ich wurde ohnmächtig, da mich der Film so beeindruckte.“ Als Zehnjähriger stand er im Stadttheater Wiener Neustadt das erste Mal auf der Bühne. Seine Mutter förderte seine schauspielerischen Ambitionen, bestand aber nach der Matura in Wiener Neustadt auf der Absolvierung eines Jusstudiums. Während seiner Studienjahre in Wien in verschiedenen Studienrichtungen nahm er bereits Schauspielunterricht bei Professor Zdenko Kestranek und Kammerschauspieler Fred Liewehr im dramatischen Fach. Die ersten Schauspielerfolge stellten sich noch während des Studiums ein und verdrängten dieses immer mehr zur Nebensache.

### Bühne
Nach Beendigung seiner Schauspielausbildung wirkte Fröhlich ab 1958 als Schauspieler und Regieassistent an verschiedenen Wiener Kellerbühnen. Engagements führten ihn in Wien ins Volkstheater und in das Theater in der Josefstadt. Mit Stücken wie Einmal Moskau und zurück und Das Konzert machte er sich bald einen Namen in der Theaterwelt. Jahrzehntelang trat er auf deutschsprachigen Bühnen auf, insbesondere in Wien, München, Frankfurt, Hamburg und Berlin, wo er sein Können nicht zuletzt in vielen Boulevardstücken bewies.
Im Theater an der Wien und auf anderen Musical-Bühnen überzeugte er in Produktionen wie Alexis Sorbas als Nikos, in Das Appartement (Promises, Promises), My Fair Lady, Schwejk it easy! und Anatevka. In seiner letzten Musical-Rolle spielte er ab 2010 im Raimundtheater in Ich war noch niemals in New York als Otto Staudach eine der männlichen Hauptrollen.
Mit der Inszenierung von Operetten wie Paganini in Frankfurt sowie mit von ihm komponierten, getexteten und interpretierten Chansons bewies Peter Fröhlich seine weitere künstlerische Vielfalt im gesamten deutschsprachigen Raum. Mit seinem Vortrag von Wienerliedern und Wiener Geschichten in zahlreichen europäischen Städten verstand er sich als „Botschafter des Wienerischen“, um damit für Wien zu werben.
Felix Dvorak holte Peter Fröhlich zuerst zu seinen „Komödienspielen Mödling“ und danach auch nach Berndorf, wo er mit riesigem Erfolg 1996 den Anton Gschmeidler in Wildgans´"In Ewigkeit Amen" und 1998 den Anton Seidelbast in Kästners „Das lebenslängliche Kind“ spielte.
Insgesamt stand Peter Fröhlich bis zum Jahr 2011 bei etwa 5.600 Vorstellungen auf der Bühne. Am 13. November 2016 hätte er noch auf der 18. Wienerlied Rathaus Gala im Wiener Rathaus auf der Bühne stehen sollen, was aufgrund seines plötzlichen Todes im Juli nicht mehr möglich war.

### Film und Fernsehen
Neben seiner Arbeit als Bühnendarsteller wirkte Fröhlich mindestens seit 1957 (siehe Filmografie) in österreichischen und deutschen Film- und Serienproduktionen für das Fernsehen sowie in Kinofilmen mit. Am 2. September 1969 präsentierte er von der Internationalen Funkausstellung in Stuttgart, als unmittelbarer Nachfolger von Chris Howland, die 60. Folge der vom NDR für die ARD produzierten TV-Show Musik aus Studio B. Bis zum 27. April 1970 moderierte er dann insgesamt fünf Ausgaben dieser Sendereihe. Von 1986 bis 1990 moderierte er die Vorabendshow Fröhlich am Samstag, in der er auf dem Sendeplatz des verstorbenen Heinz Conrads (Guten Abend am Samstag) bekannte und aufstrebende Künstler begrüßte. Fröhlich, der mit Conrads befreundet war und diesen geschätzt hatte („Conrads war ein Großer.“), war in einem Interview im Jahr 2011 wichtig zu betonen, dass er nicht Conrads Platz, sondern nur dessen Sendeplatz übernommen hatte.
Breite Bekanntheit erlangte Fröhlich vorerst in Österreich in den 1990er Jahren durch seine Serienrolle in der ORF-Produktion Kaisermühlen-Blues. Darin mimte er den „schwarzen“ (= ÖVP) Bezirksrat Erwin Schoitl, der sich mit seinem politischen Gegenpart, dem „roten“ (= SPÖ) Bezirksrat Rudolf „Rudi“ Gneisser manche humorige Auseinandersetzung liefert, die beiden andererseits aber auch koalitionäre Allianzen bilden, um gemeinsame, meist zum Scheitern verurteilte Projekte zu schmieden. Fröhlich spielte diese Rolle mit einem Toupet, denn zu dieser Zeit hatte er bereits eine Halbglatze. Durch die spätere Übernahme der Serie vom deutschen Fernsehen und dem einhergehenden Kultstatus erweiterte sich Fröhlichs Bekanntheit auch auf das deutsche Fernsehpublikum. Angesprochen auf den Vergleich mit seiner Serienrolle meinte er 2011: „Das nervt mich nicht. Er [der Bezirksrat Schoitl] war ein Schlitzohr-Politiker – die Leute lieben solche Rollen.“
Abseits von Bühne und Film arbeitete Fröhlich auch als Hörspiel- und Synchronsprecher.

### Privat
Peter Fritsch („Fröhlich“) war in zweiter Ehe mit Anita, einer ehemaligen Ballerina, verheiratet. Im Jahr 2011 lebte er bereits seit rund fünfzig Jahren in München, plante zu dem Zeitpunkt jedoch eine Rückübersiedlung nach Pitten oder Umgebung.
Am 26. Juli 2016 gab seine Familie bekannt, dass er bereits am 11. Juli, ein paar Wochen vor seinem 78. Geburtstag, einem „plötzlichen Tod“ erlegen sei.
Peter Fröhlich wurde auf dem Westfriedhof in München (Gräberfeld 160, Reihe U1, Nummer 0012) beigesetzt.

## Auszeichnungen
- 2003: Silbernes Ehrenzeichen für Verdienste um das Land Wien, verliehen für den „Schauspieler, der das komödiantische Fach in seiner ganzen Vielfalt und Breite abdeckt“.[2]

## Filmografie (Auswahl)
- 1960: Kriminaltango
- 1960: Schicksals-Sinfonie (The Magnificent Rebel)
- 1962: Dicke Luft
- 1962: Die Post geht ab
- 1964: Frühstück mit dem Tod
- 1964: Liebesgrüße aus Tirol
- 1964: Die große Kür
- 1965: Der wahre Jakob
- 1966: Ein Tag in Paris
- 1970: Das Kamel geht durch das Nadelöhr
- 1970: Die seltsamen Methoden des Franz Josef Wanninger: Kochkünste
- 1971: Die Blume von Hawaii
- 1972: Der Graf von Luxemburg
- 1972: Elisabeth, Kaiserin von Österreich
- 1979: Träume kann man nicht verbieten
- 1985: Tapetenwechsel
- 1988: Fröhliche Chaoten
- 1992–1999: Kaisermühlen Blues
- 1996: Ein fast perfekter Seitensprung
- 1997: Fröhliche Chaoten
- 1998: Hinterholz 8
- 2003: Die Liebe hat das letzte Wort
- 2003: MA 2412 – Die Staatsdiener
- 2004: Liebe hat das letzte Wort 2005: Vier Frauen und ein Todesfall (1 Folge)
- 2005–2006: Sturm der Liebe (8 Folgen)
- 2007: Niete zieht Hauptgewinn
- 2008: Rosamunde Pilcher – Melodie der Liebe
- 2014: Tatort: Paradies
- 2014: Unsere Schule ist die Beste

## Diskografie (Auswahl)
- Ich bin immer für dich da Single, Polydor 1966
- Keine Angst, ich komme wieder Single, Polydor 1966
- Eine Hand voll Glück Single, Polydor 1967
- Servus in Wien – 12 Wiener Lieder von Peter Fröhlich Audio-CD, Komponist und Interpret Peter Fröhlich, Verlag Weltmusik (80065) mit:
  - 3 Kilometer außerhalb von Wien
  - Bist du’s noch Wienerstadt
  - Das Servus in Wien
  - Ein Wienerlied
  - I bin a Wiener
  - Ich hab mit Wien ein Rendezvous
  - Ich kenn in Wien ein Mädel
  - Ich wein nicht um ein Wien wie’s früher einmal war
  - Wann seh’n wir uns in Wien
  - Wenn a alter Weaner dir erzählt
  - Wenn ich heimkomm nach Wien
  - Wien lernst net kennen in einem Tag